# Gurley (Nebraska)
Gurley és una població dels Estats Units a l'estat de Nebraska. Segons el cens del 2000 tenia 228 habitants.

## Demografia
Segons el cens del 2000, Gurley tenia 228 habitants, 97 habitatges, i 61 famílies. La densitat de població era de 463,3 habitants per km².
Dels 97 habitatges en un 32% hi vivien nens de menys de 18 anys, en un 49,5% hi vivien parelles casades, en un 12,4% dones solteres, i en un 37,1% no eren unitats familiars. En el 33% dels habitatges hi vivien persones soles el 18,6% de les quals corresponia a persones de 65 anys o més que vivien soles. El nombre mitjà de persones vivint en cada habitatge era de 2,35 i el nombre mitjà de persones que vivien en cada família era de 3.
Per edats la població es repartia de la següent manera: un 28,9% tenia menys de 18 anys, un 4,8% entre 18 i 24, un 28,1% entre 25 i 44, un 21,9% de 45 a 60 i un 16,2% 65 anys o més.
L'edat mediana era de 36 anys. Per cada 100 dones de 18 o més anys hi havia 76,1 homes.
La renda mediana per habitatge era de 30.250 $ i la renda mediana per família de 33.750 $. Els homes tenien una renda mediana de 31.563 $ mentre que les dones 17.000 $. La renda per capita de la població era de 13.032 $. Aproximadament el 9,1% de les famílies i el 12,2% de la població estaven per davall del llindar de pobresa.

## Poblacions més properes
El següent diagrama mostra les poblacions més properes.